# Tehnologija paketnog prenosa
Paketni prenos (eng packet-switching) označava protokol u kojem se poruka razdvaja na pakete prije nego što se pošalju. Svaki paket se zatim prenosi posebno različitim putevima do destinacije. Jednom kada svi paketi pristignu na ciljano mjesto, ponovo se reorganizuju u prvobitnu poruku. Paketni prenos je princip kojeg koriste računari kao mrežni protokol, kako bi se prenosili podaci na udaljene lokacije. Primjeri za ove protokole su Frame Relay, IP i X.25.

## Istorijat i razvoj
Tehnologija paketnog prenosa nije bio invencija, već prije replika bazične tehnike dinamičkog premiještanja koje se koristi vijekovima u poštama i telegrafskim stanicama. Pronalazač ovog sistema u kompjuterskoj tehnologiji je Pol Baran, koji je razvijao ovaj projekat za organizaciju Rand – kasnije je uključen u dizajniranje Arpaneta i standardnog TCP IP protokola koji se koristi za internet i danas. Baranova studija se opisuje kao detaljna arhitektura za distribuciju, spašavanje i paketni prenos podataka unutar mreže. Mreža je napravljena tako da može preživjeti bilo koji stepen destrukcije na blo kojem dijelu, a da pri tom ne dođe do prekida komunikacije.
Takođe, Baran je najviše radio na konceptu razdvajanja poruke na „blokove“ prije nego što se pošalju preko mreže. Svaki blok bi se slao odvojeno, a čitava originalna poruka bi se sastavila tek na destinaciji. Britanac Donald Dejvis je nezavisno razvio veoma sličan sistem, samo je blokove nazivao paketima,što se kasnije ustalilo kao redovno ime za ovu tehnologiju, umjesto Baranovih blokova.
Nakon Barana, u okviru projekta ARPA od 1962. do 1964. na paketnom prenosu je radio J. Liklider. On se posebno zanimao za razvoj razmjene unutar kompjuterskih sistema, pa mu je primarni cilj bio da napravi mrežu koja će povezivati veliki broj kompjutera na širokom prostoru. Početkom 1965. godine razvoj nastavlja pomenuti Donald Dejvis, a najveća zasluga mu pripada zbog definisanja paketa koji se sastoji od bloka sa 128 bajtova podataka. Pokretanjem Arpaneta, tokom 1968. godine bilo je neophodno implementovati novi protokol u mrežu. Na projektu unutrašnjih operacija u mreži radili su Frenk Hart, Robert Kan, Dejvid Volden i drugi. Međutim, ime koje se vezuje za kompletan razvoj paketnog prenosa je Leonard Klajnok, koji je implementovao IP protokole u razvijenom internetu.

## Funkcionisanje paketnog prenosa
Razbijanje digitalne komunikacije na pakete je ponudilo mrežnoj tehnologiji nezamjenjivu metodu za rad. Kao što je navedeno, ključna ideja ove tehnologije je slanje razdvojenih paketa iste poruke, gdje se čitava može vidjeti tek na konačnoj destinaciji.
Na internetu, tipična veličina jednog paketa je jedan kilobajt, odnosno hiljadu karaktera. Velika poruka se može razdvojiti na hiljade dijelova. Početak paketa se naziva „zaglavlje“ i sadrži sljedeće informacije:
- Izvor: IP adresa kompjutera koji šalje paket
- Destinacija: IP adresa kompjutera koji prima paket
- Dužina: Dužina paketa u bajtima
- Broj: Ukupni broj paketa originalne poruke
- Redoslijed: Tačan broj određenog paketa u čitavoj listi paketa u komunikaciji.

Ovi podaci pružaju informacije internet ruteru koje su potrebne za sastavljanje paketa i poruka na destinaciji. Na primjer, ciljni kompjuter može zahtijevati ponovno slanje paketa koji nedostaju, pošto mu je poznat broj ukupnih paketa što mu omogućava da shvati koji mu tačno nedostaje. Kako bi se poboljšala pouzdanost, zaglavlja paketa takođe sadrže šifru za ispravljanje grešaka.

## Prednosti i nedostaci paketnog prenosa
Paketni prenos je alternativa za protokol kružnog prenosa koji je korišten u telefonskim mrežama, a ponekad i na ISDN konekcijama. Kada se uporedi sa kružnim prenosom, paketni prenos nudi sljedeće prednosti:
- efikasnije koristi propusnost mreže zbog fleksibilnosti slanja manjih paketa preko zajedničkih linkova. Paketni prenos je često jeftiniji za izradu, jer je potrebno manje opreme.
- Duža odlaganja u prijemu poruka zbog vremena koje je potrebno paketima da stignu. Za mnoge aplikacije, kao što je video, potrebna je dodatna kompresija i QoS tehnologija kako bi se dobili zahtijevani rezultati u performansama
- Najveća negativna strana je veliki rizik zbog upotrebe zajdničkih fizičkih linkova. Protokoli i ostali povezani elementi u paketnom prenosu se moraju dizajnirati sa posebnim sigurnosnim oprezom.[10]